# ترنر (میشیگان)
ترنر، میشیگان (به انگلیسی: Turner, Michigan) یک منطقهٔ مسکونی در ایالات متحده آمریکا است که در میشیگان واقع شده‌است.

## خصوصیات
ترنر ۲٫۶۴ کیلومترمربع مساحت و ۱۱۴ نفر جمعیت دارد و ۱۹۴ متر بالاتر از سطح دریا واقع شده‌است.